# Пикок, Берти
Берти Пикок (англ. Bertie Peacock; 29 сентября 1928, Колрейн, Косвей-Кост и Гленс — 22 июля 2004, Белфаст) — североирландский футболист, игравший на позиции полузащитника, в частности, за «Селтик», а также национальную сборную Северной Ирландии. По завершении игровой карьеры — тренер.

## Клубная карьера
Во взрослом футболе дебютировал в 1945 году выступлениями за клуб «Колрейн», в котором провёл два сезона. В течение 1947—1949 годов защищал цвета клуба «Гленторана».
Своей игрой за последнюю команду привлёк внимание представителей тренерского штаба шотландского «Селтика», к составу которого присоединился в 1949 году. Сыграл за команду из Глазго следующие двенадцать сезонов своей игровой карьеры. Большинство времени, проведённого в составе «Селтика», был основным игроком команды. За это время завоевал титул чемпиона Шотландии, а также по два раза становился обладателем Кубка Шотландии и Кубка шотландской лиги.
В 1961 году вернулся в родной клуб «Колрейн», цвета которого защищал до 1971 года. В 1962 году играл в аренде за канадский клуб «Гамильтон Стилерз».

## Выступления за сборную
В 1951 году дебютировал в официальных матчах в составе национальной сборной Северной Ирландии . В течение карьеры в национальной команде, которая длилась 11 лет, провёл в её форме 31 матч, забив 2 гола.
Был основным игроком североирландцев на чемпионате мира 1958 года в Швеции, где принял участие в четырёх играх.

## Карьера тренера
В 1961 году возглавил тренерский штаб клуба «Колрейн» как играющий тренер, немногим позже сосредоточился только на тренерской работе. Тренировал эту команду до 1974 года, получив ряд национальных трофеев, среди которых победа в чемпионате Северной Ирландии в 1974 году.
В течение 1962—1967 годов совмещал тренерскую работу на клубном уровне с руководством сборной Северной Ирландии. Впоследствии сотрудничал с национальной командой в других ролях, в частности в начале 1980-х был ассистентом её главного тренера Билли Бингема.
Умер 22 июля 2004 года на 76-м году жизни.

## Титулы и достижения

### Как игрока
- Чемпион Шотландии (1):

«Селтик» : 1953-1954
- Обладатель Кубка Шотландии (2):

«Селтик» : 1950—1951, 1953—1954
- Обладатель Кубка шотландской лиги (2):

«Селтик» : 1956—1957, 1957—1958

### Как тренера
- Чемпион Северной Ирландии (1):

«Колрейн» : 1973—1974